# The Devil is a Part-Timer/Liste der Veröffentlichungen
In der Liste befinden sich alle Veröffentlichungen aus der Reihe The Devil is a Part-Timer.

## Light Novel
Veröffentlichungsdatum und ISBN beziehen sich auf die japanische Ausgabe.
| Band | Veröffentlichungsdatum | ISBN                   |
| --- | ---------------------- | ---------------------- |
| 0 | 10. September 2014     | ISBN 978-4-04-866900-9 |
| 0-II | 10. September 2016     | ISBN 978-4-04-892358-3 |
| 1 | 10. Februar 2011       | ISBN 978-4-04-870270-6 |
| Ein Jahr nach Ankunft auf der Erde begegnen sich Maou und Emilia. Sie fordert den Dämonenkönig sofort heraus, doch während des Kampfes tritt eine dritte Partei in Erscheinung, die den Tod beider zum Ziel hat. Notgedrungen verbünden sich Maou und Emi gegen den gemeinsamen Feind. Bei einer Verabredung mit seiner Kollegin Chiho Sasaki, erschüttert ein Erdbeben das Einkaufszentrum, welches einstürzen und sie unter sich begräbt. Maou bemerkt dabei, dass die negativen Gefühle der Menschen seine magischen Kräfte stärken und kann so alle Anwesenden im letzten Moment retten. Kurz darauf offenbart sich der Angreifer als Emilias ehemaliger verbündeter Erzbischof Olba Meyer, der zusammen mit dem totgeglaubte Lucifer die beiden umbringen will. Beide werden besiegt und Lucifer lebt fortan als Hanzō Urushihara zusammen mit Maou und Ashiya. Olba Meyer wird auf Grund seiner begangenen Verbrechen von der japanischen Polizei verhaftet. |                        |                        |
| 2 | 10. Juni 2011          | ISBN 978-4-04-870547-9 |
| Neben den drei Dämonen zieht die junge Suzuno Kamazuki ein, die sich wie ein rückständiges Landei benimmt und die drei bekocht. Emi und Chiho glauben, Suzuno habe sich auch in Maou verliebt, weswegen Chiho auch sehr eifersüchtig wird. Doch bald stellt sich heraus, dass auch Suzuno aus Ente Isla kommt und mit richtigen Namen Crestia Bell heißt. Gegenüber von Maous Fast-Food-Restaurant, in dem er zum Schichtleiter aufgestiegen ist, hat mittlerweile eine neue Kette eröffnet. Diese macht ihnen harte Konkurrenz und deren Leiter Mitsuki Sarue fällt als aufdringlicher Lüstling auf. Bald stellt sich dieser als Engel Sariel heraus, der zusammen mit Suzuno das göttliche Schwert aus Emilias Körper extrahieren, Maou töten und Chiho untersuchen will. Suzuno empfindet zunehmend Abscheu gegenüber Sariels Vorgehen und verhilft Maou durch Zerstörung eines lokalen Verkehrsknotenpunkt erneut zu Kräften, mit denen er Sariel besiegen kann. Sariel arbeitet weiter als Leiter des gegenüberliegenden Fast-Food-Restaurants und wirbt erfolglos um die Liebe von Maous Chefin Mayumi Kisaki. |                        |                        |
| 2.8/SP2 | 4. Dezember 2013       | ISBN 978-4-04-893915-7 |
| 3 | 10. November 2011      | ISBN 978-4-04-870815-9 |
| Ein Apfel erscheint in Maous Vorgarten und verwandelt sich in ein kleines Mädchen namens Alas Ramus. Sie identifiziert Maou und Emi als ihre Eltern, worauf hin Maou beschließt, sie aufzunehmen. Im Laufe der Zeit stellt sich heraus, dass sie ein Bruchstück des Sephirah Yesod des Baumes von Sephirot ist und der Erzengel Gabriel versucht, sie zusammen mit allen anderen Bruchstücken zurück in den Himmel zubringen. Alas Ramus möchte aber nicht mit ihm gehen, so dass es zum Kampf zwischen Gabriel und Emilia kommt. Dabei erfährt Emilia, dass auch ihr Schwert ein Bruchstück von Yesod darstellt. Alas Ramus verschmilzt mit Emilias Schwert und Gabriel wird besiegt. Fortan ist sie nun ein Teil von Emilia und kann von ihr als Kind oder als Schwert materialisiert werden. |                        |                        |
| 4 | 10. Februar 2012       | ISBN 978-4-04-886344-5 |
| Da sowohl das Restaurant als auch seine Unterkunft, die Villa Rosa Sasazuka, grundlegend renoviert werden, akzeptiert Maou das Angebot seiner Vermieterin Miki Shiba, im Strandlokal ihrer Nichte in Chōshi zu arbeiten. Zusammen mit seinen beiden Generälen bringt er den Laden wieder auf Hochglanz und adaptiert die Erfahrungen, die er in der Systemgastronomie sammeln konnte. Unter dem Vorwand eines Kurzurlaubes folgen ihnen ebenfalls Emi, Suzuno, Chiho und Alas Ramus. Nach einem äußerst erfolgreichen Eröffnungstag taucht am Abend über dem Meer ein Dämonenheer auf. Dieses wurde von Olba Meyer überredet nach Japan zu kommen, um Emilias Schwert in Besitz zu nehmen und den vermeintlichen Tod ihres Dämonenkönigs zu rächen. Maou kann sie aber davon überzeugen, dass er noch sehr lebendig ist und momentan plant, Japan ohne ihre Hilfe zu erobern. Darauf schwören die Dämonen ihre Gefolgschaft und kehren unverrichteter Dinge wieder zurück. |                        |                        |
| 5 | 10. Juni 2012          | ISBN 978-4-04-886654-5 |
| Der Engel Raguel kommt auf die Erde, um zusammen mit Gabriel den Engel Laila, Emis Mutter und einstige Lehrerin von Maou, zu finden und zu bestrafen. Laut Gabriel ist der Grund, dass sie zusammen mit einem Menschen ein Kind gezeugt hat und sich nun die Engel streiten, inwiefern sich Engel biologisch von den Menschen unterscheiden, wenn sie mit ihnen lebensfähige Nachkommen haben können. Laut Laila ist der Grund, dass in Enta Isla ein gefährliches Ungleichgewicht zwischen heiliger und dämonischer Energie herrscht, was die Welt zerstören könnte und sie verhindern will. Für seine Suche nach Laila setzt Raguel Sonar-Signale über das Fernsehnetz ein. Von einem wird Chiho getroffen und fällt ins Koma. Maou und Ashiya wollen Rache nehmen und stellen sich den beiden Engeln entgegen, sind aber Gabriel trotz Vollbesitz ihrer Kräfte chancenlos unterlegen. Zwischenzeitlich wurde Chiho von Laila mit heiliger Energie aufgeladen und kommt zusammen mit Emi den beiden Dämonen zu Hilfe. So bleibt den beiden Engeln nur die Flucht. Nebenbei erfährt Emi, dass ihr Vater wohl noch lebt und zweifelt an der Grundlage für ihre Rachegefühle gegenüber Maou. |                        |                        |
| 5.5/SP | 3. Juli 2013           | ISBN 978-4-04-893877-8 |
| 6 | 10. Oktober 2012       | ISBN 978-4-04-886990-4 |
| Der Dämon Farfarello und Erone, die Inkarnation des Sephirah Gevurah, kommen auf die Erde um den Dämonenkönig als Anführer der neuen Invasionsarmee nach Ente Isla zu bringen. Dieser lehnt mit der Begründung ab, dass er momentan auf der Erde einen neuen Weg der Eroberung studiert, basierend auf einem komplexen Wirtschaftssystem und der friedlichen Zusammenarbeit aller. Um seinen Standpunkt zu unterstreichen, lässt er seinen Körper von der Heldin Emilia, Suzuno und Chiho mit heiliger Energie überladen, welche dieser in dämonische Energie wandelt und ihn in seine dämonische Erscheinungsform transformiert. Unter diesen Eindruck und der Botschaft, dass nun Emilia, Suzuno und Chiho seiner Armee als Generäle vorstehen, kehren der Dämon und Erone zurück. Emilia und Suzuno protestieren gegen ihre ungefragte Rekrutierung. |                        |                        |
| 7 | 10. Februar 2013       | ISBN 978-4-04-891406-2 |
| Kurzgeschichten |                        |                        |
| 8 | 10. April 2013         | ISBN 978-4-04-891580-9 |
| Emilia kehrt nach Ente Isla zurück, um offene Familienfragen zu klären. Ihre Abwesenheit wollen die Engel Gabriel und Camael nutzen, um Chiho ein Bruchstück von Yesod zu entwenden. Gleichzeitig kommt es zu einer Begegnung zwischen Maou und Emilias Vater Nord Justina, der ebenfalls seit geraume Zeit in Tokyo wohnt, ohne vom Verbleib seiner Tochter zu wissen. Bei ihm ist Acies Ara, ein Mädchen im Teenageralter, das die Inkarnation eines weiteren Yesod-Fragments verkörpert. Camael greift Chihos Schule an, weshalb diese Suzuno, Lucifer und Maou zur Hilfe ruft. Nachdem Acies mit Maou verschmilzt, besitzt dieser genügend Stärke, um Camael zu schlagen. Camael flüchtet mit Gabriel, der allerdings zuvor schon Ashiya und Nord nach Ente Isla entführt hatte und außerdem preisgibt, ebenfalls im Besitz von Emilia zu sein. |                        |                        |
| 9 | 10. August 2013        | ISBN 978-4-04-891854-1 |
| Maou, Acies und Suzuno bereiten die Rettung von Emilia, Alas, Ashiya und Nord vor und reisen zur Ostinsel von Ente Isla. Währenddessen halten dort Olba und die Engel alle Fäden in der Hand und haben zwei Heere der Menschen und Dämonen gegeneinander in Stellung gebracht. Sie zwingen Emilia und Ashiya die jeweilige Rolle der Anführer einzunehmen. |                        |                        |
| 10 | 10. Dezember 2013      | ISBN 978-4-04-866161-4 |
| Chiho erfährt von Amane, dass der Mond der Erde den hiesigen Lebensbaum Sephirot repräsentiert und dass die Vermieterin Miki Siba sowie ihr Bruder (Amanes Vater) Inkarnationen von dessen Sephirahs sind. In Ente Isla beobachten die Engel Raguel, Camael und Gabriel den Kampf zwischen Emilia und Ashiya, um am Ende der völlig entkräfteten Heldin ihre Yesod Fragmente extrahieren zu können. Währenddessen löst Maou seine Kompatibilitätsprobleme mit Acies und setzt dem Showkampf ein Ende, indem er die Engel vernichtend schlägt. Alle kehren heim zur Erde während sich die Dämonenarmee in ihr Reich zurückzieht und auf Ente Isla ein Friedensvertrag geschlossen wird. |                        |                        |
| 11 | 10. Mai 2014           | ISBN 978-4-04-866554-4 |
| Nord zieht ebenfalls in die Villa Rosa Sasazuka, während Acies nebenan bei Miki Shiba unterkommt. Weil Emilia auf Grund der vorangegangenen Ereignisse über einen Monat unentschuldigt auf Arbeit fehlte, wird sie aus ihren gut bezahlten Callcenter-Job entlassen. Zur Deckung ihrer laufenden Kosten sowie der Ausgaben für ihre Reise und ihrer Rettung bewirbt sie sich erfolgreich in der MgRonald's Filiale von Maou. Nachdem sich alle an die neuen Lebensumstände gewöhnt haben, offenbart Miki Shiba, dass alle Yesod Fragmente wieder nach Ente Isla zurückkehren müssen, da sonst die Menschen dort in einigen hundert Jahren aussterben könnten. Dass Menschen dort heilige oder dämonische Energie nutzen können, stellt schon eines der ersten Zerfallsphänomene dar. |                        |                        |
| 12 | 10. Februar 2015       | ISBN 978-4-04-869252-6 |
| Nachdem Emilia das erste Mal auf ihre Mutter Laila trifft, entlädt sich ihr angestauter Zorn wegen der jahrelangen Vernachlässigung und des Missbrauchs in blinde Wut. Sie weigert sich, mit ihr zu sprechen, und auch Maou priorisiert den erfolgreichen Start des MgRonald's Lieferdienstes über die Rettung von Ente Isla. Emilia informiert sich über die Möglichkeit eines Studiums der Agrarwissenschaften. Auf dem Rückweg nach Hause wird ihr Zug von einem Schatten in Form eines Kindes angegriffen. Mit Mühe kann sie ihn abwehren, doch die zu Hilfe eilenden Laila und Amane erleiden teils schwerste Verletzungen. Der Angreifer entpuppt sich als Erone, der fernab von Ente Isla ohne Stabilisierung durch einen Fusionspartner außer Kontrolle geraten ist. Unter Androhung von Miki Shiba, den Mietvertrag nicht zu verlängern und alle zwangsweise nach Ente Isla zu befördern, erklären sich Emilia und Maou bereit, mit Laila in Verhandlung zu treten. Maous Verhandlungsbedingungen führen jedoch zunächst dazu, dass sich alle regelmäßig bei ihm zum gemeinsamen Abendessen treffen. |                        |                        |
| 13 | 10. Juni 2015          | ISBN 978-4-04-865205-6 |
| Rika geht mit Ashiya auf ein Date und gesteht ihm ihre Liebe, bekommt jedoch eine Abfuhr. Die anderen machen einen Ausflug, um Lailas Wohnung zu besichtigen und erfahren dabei, dass sie privat ein Messie und beruflich eine Krankenschwester ist. Anschließend berichtet Gabriel, wie es einst einen Krieg zwischen den Engeln um die korrekte Nutzung des Sephirot gab und dadurch die Welt der Engel in Himmel und Dämonenreich geteilt wurde. |                        |                        |
| 14 | 10. September 2015     | ISBN 978-4-04-865379-4 |
| Kurzgeschichten |                        |                        |
| 15 | 10. Februar 2016       | ISBN 978-4-04-865750-1 |
| Maou absolviert das Training für eine Vollzeitstelle bei MgRonald's. Auf die Frage hin, was sie zu Weihnachten möchte, wünscht sich Alas Ramus ein Wiedersehen mit all ihren Geschwistern. So beginnen Maou und Emilia mit dem Aufstellen einer Armee und der Planung zur Invasions des Himmels unter Berücksichtigung ihres Schichtplans im Restaurant. |                        |                        |
| 16 | 10. Juni 2016          | ISBN 978-4-04-892118-3 |
| Die Dämonen haben zwei der vier Relikte zur Reparatur des Raumschiffes für ihre Invasion gefunden. Um das dritte zu erhalten, nimmt Chiho an einem Bogenschießturnier auf dem Nordkontinent in Ente Isla teil. Nebenbei sind die weiblichen Charaktere damit beschäftigt, sich Valentinstagsgeschenke für die Dämonen auszudenken. |                        |                        |
| 17 | 10. Mai 2017           | ISBN 978-4-04-892892-2 |
| Nach seinem Training erhält Maou nicht die ersehnte Vollzeitstelle, stattdessen offeriert ihm seine Chefin Kisaki eine Position, in einer eigenen noch zu gründenden Restaurantkette. Als Dank für die Valentinstagsgeschenke revanchiert sich Maou zum White Day mit Geschenken für die meisten weiblichen Charaktere. Anschließend bricht er zusammen mit Emilia, Laila und zwei Dämonen in seine Heimat auf, um das letzte der vier Relikte sowie Informationen über sie zu finden. Dabei werden sie in einem geheimen Labor von einem mysteriösen Angreifer attackiert, der Alas Ramus entführen will, aber von Acies in die Fluch geschlagen werden kann. Auf Ente Isla schmieden die Engel eine neue Intrige und wiegeln die Armeen der Menschen gegeneinander auf. |                        |                        |
| 18 | 10. Januar 2018        | ISBN 978-4-04-893572-2 |
| Kisaki erhält eine Beförderung zu einem Job in der MgRonald's Zentrale. Zur gleichen Zeit stehen fünf weitere Crew-Mitglieder, darunter Chiho, vor wesentlichen Entscheidungen in ihrem schulischen oder beruflichen Werdegang und werden das Team ebenso verlassen. Die Personalprobleme nutzt Maou als Chance, den Dämonen Libicocco als neues Crew-Mitglied einzuführen, um ihm das Zusammenleben mit Menschen und das Konzept von Geldverdienen näher zu bringen. Langfristig verfolgt er auf Ente Isla das Ziel, einen Teil der Dämonen dort in die menschliche Gesellschaft zu integrieren sowie allen ein Überleben ohne die schwindende Ressource dämonischer Energie zu ermöglichen. |                        |                        |
| 19 | 07. September 2018     | ISBN 978-4-04-912022-6 |
| Suzuno erhält eine Beförderung zum Erzbischof. Aus Acies Kopf treten plötzlich zerstörerische Lichtstrahlen aus, wenn sie nicht mit Unmengen von Nahrung gefüttert wird. Währenddessen befürchtet Chiho nach dem Krieg gegen den Himmel ihre Freunde zu verlieren. Zur Lösung aller Probleme beschließt sie, die Mitarbeiter im MgRonald's über die Identität von Maou und den anderen aufzuklären, die Ressourcen der Filiale zur Versorgung von Acies Zustand zu verwenden und sich selbst als vorgeblich neue Heldin an die Spitze der vereinten Truppen der Menschen gegen die Dämonen zu stellen, um dem Raumschiff einen sicheren Abflug zu ermöglichen und einen Krieg unter den Menschen zu verhindern. |                        |                        |
| 20 | 07. Dezember 2018      | ISBN 978-4-04-912204-6 |
| Nachdem Alas Ramus Zeichen von Vernachlässigung zeigt, zieht Maou bei Emilia ein, um ihr die Illusion eines intakten Familienleben zu geben. Auf Ente Isla erhält Chiho die Zustimmung aller bedeutenden Anführer für ihren Plan, wodurch das Raumschiff der Dämonen ungestört abheben kann. |                        |                        |
| SS | 09. Februar 2019       | ISBN 978-4-04-912326-5 |
| 21 | 07. August 2020        | ISBN 978-4-04-912678-5 |
| Der elfte Sephirah erscheint und er ist das Ebenbild von Urushihara, weshalb ihm Maou den Namen Copyhara gibt. Zusammen mit ihm begibt sich die Gruppe erneut in das geheime Labor und sie setzen eine Maschinerie in Gang, die den roten Mond der Dämonen in unmittelbarer Nähe zum blauen Mond der Engel bewegt. Dort befreien sie die Wurzeln des Sephirot von seinen Fesseln ohne auf Widerstand zu stoßen. Als Ignora schließlich gefunden wird, erklärt sie sich und die Engel zu Siegern, weil der elfte Sephirah das Aussehen eines Engels gewählt hat und sie deshalb als überlegene Spezies von Ente Isla eine neue Heimat besitzen und über alle anderen Spezien herrschen. Copyhara korrigiert sie jedoch und meint, dass Engel und Ente Islaner abgesehen von den übernatürlichen Kräften gleich sind. Er verleiht Emilia die Fähigkeit, anderen diese Kräfte zu nehmen und in gewöhnliche Menschen zu wandeln. Ignora bricht zusammen und wird in der Villa Rosa Sasazuka inhaftiert. Camael werden seine Kräfte genommen. Maou erhält die Strafe für seine Verbrechen im Krieg gegen die Menschheit, wodurch er all seine Kräfte verliert und seine Lebensspanne auf die eines Menschen verkürzt wird. Da nun seine Gefühle für Chiho keine lebensgefährlichen Nebenwirkungen mehr nach sich ziehen, können beide ein Paar werden. Drei Jahre später hat er zusammen mit Emilia die Firma The Maou Company gegründet, welche eine Café Kette betreibt. Chiho studiert Fremdsprachen. Ashiya übt die Rolle als neuer Dämonenkönig aus. Kisaki hat Sariels Werben nachgegeben, ihn geheiratet und mit ihm zusammen ein Kind. Urushihara betreut die Sephirahs und bringt sie regelmäßig zur MgRonald's Filiale, deren Management demnächst Libicocco übernimmt. Rika ist zurück nach Kobe gezogen und arbeitet in der familiengeführten Schuhfabrik. Emilias Eltern betreiben saisonal eine Getreidefarm in Japan. Sozuno, Esmeralda und Albert gehen ihren beruflichen Verpflichtungen in Ente Isla nach und kommen regelmäßig zu Besuch vorbei. |                        |                        |

## Manga-Adaption vonAkio Hīragi
| Band | Veröffentlichungsdatum | ISBN                   |
| ---- | ---------------------- | ---------------------- |
| 1    | 27. Juni 2012          | ISBN 978-4-04-886721-4 |
| 2    | 15. Dezember 2012      | ISBN 978-4-04-891272-3 |
| 3    | 27. Mai 2013           | ISBN 978-4-04-891688-2 |
| 4    | 27. November 2013      | ISBN 978-4-04-866084-6 |
| 5    | 27. März 2014          | ISBN 978-4-04-866394-6 |
| 6    | 27. August 2014        | ISBN 978-4-04-866843-9 |
| 7    | 27. Februar 2015       | ISBN 978-4-04-869209-0 |
| 8    | 26. September 2015     | ISBN 978-4-04-865350-3 |
| 9    | 26. März 2016          | ISBN 978-4-04-865805-8 |
| 10   | 27. September 2016     | ISBN 978-4-04-892290-6 |
| 11   | 27. März 2017          | ISBN 978-4-04-892768-0 |
| 12   | 27. Oktober 2017       | ISBN 978-4-04-893424-4 |
| 13   | 27. April 2018         | ISBN 978-4-04-893804-4 |
| 14   | 26. Januar 2019        | ISBN 978-4-04-912291-6 |
| 15   | 26. Juli 2019          | ISBN 978-4-04-912642-6 |
| 16   | 10. März 2020          | ISBN 978-4-04-913107-9 |
| 17   | 26. Oktober 2020       | ISBN 978-4-04-913480-3 |
| 18   | 25. Juni 2021          | ISBN 978-4-04-913856-6 |
| 19   | 26. Februar 2022       | ISBN 978-4-04-914257-0 |
| 20   | 27. Oktober 2022       | ISBN 978-4-04-914656-1 |

## High School! Manga-Spinoff vonKurone Mishima
Der Manga zeichnet eine alternative Version der Geschichte. Nach seiner Ankunft auf der Erde wird Sadao Maou in einer High School als Schüler aufgenommen und verdient sich sein Schulgeld als Leiter der Cafeteria. Auf seinen Weg zur Welteroberung möchte er zunächst zum Schülersprecher gewählt werden. Die anderen Charaktere der Vorlage agieren je nach Alter entweder ebenfalls als Schüler oder als Schulpersonal.
| Band | Veröffentlichungsdatum | ISBN                   |
| ---- | ---------------------- | ---------------------- |
| 1    | 26. Januar 2013        | ISBN 978-4-04-891374-4 |
| 2    | 27. Mai 2013           | ISBN 978-4-04-891647-9 |
| 3    | 21. Dezember 2013      | ISBN 978-4-04-866184-3 |
| 4    | 26. September 2014     | ISBN 978-4-04-866872-9 |
| 5    | 24. April 2015         | ISBN 978-4-04-869300-4 |